# 20567 McQuarrie
20567 McQuarrie è un asteroide della fascia principale. Scoperto nel 1999, presenta un'orbita caratterizzata da un semiasse maggiore pari a 2,2934110 UA e da un'eccentricità di 0,1894126, inclinata di 7,13442° rispetto all'eclittica.